# Hair metal
L'Hair metal (chiamato anche Glam metal) è un sottogenere dell'heavy metal che si è sviluppato soprattutto negli Stati Uniti d'America verso la metà degli anni ottanta e ha raggiunto una grande diffusione fra gli anni ottanta e novanta. Può essere considerato come un'evoluzione ed estremizzazione delle caratteristiche del pop metal (sebbene le due denominazioni siano in alcuni casi usate come sinonimi).
Fra gli elementi che definiscono il genere c'è un approccio fortemente commerciale e melodico, l'enfatizzazione delle power ballad, la produzione di maggiore qualità rispetto al pop metal degli anni precedenti, e una grande cura per l'aspetto visivo dei gruppi (fondamentale nell'epoca dell'avvento di MTV), con abbigliamento e acconciature vistosi in gran parte ispirati a quelli degli artisti glam rock.
In diversi contesti questo termine può assumere un significato spregiativo o neutrale. Il genere ottenne un enorme successo nei successivi anni ottanta e nei primi anni novanta, per poi declinare e scomparire dalle scene soppiantato dal movimento grunge. A segnare l'esplosione dell'ondata hair metal furono i Mötley Crüe nel 1981, gli Europe nel 1986 con l’album The Final Countdown, i Bon Jovi con Slippery When Wet e i Def Leppard nel 1987 con Hysteria.

## Significato
Da sempre la critica ha teso a considerare come sinonimi i termini pop metal, hair metal e glam metal. Tuttavia, nonostante molti vedano questi come un'unica entità, esistono altre fonti che distinguono il significato dei termini in questione, che seppur affini, non identificherebbero esattamente lo stesso concetto. Nel caso i tre termini vengano contraddistinti, si possono delineare nei seguenti modi:
- Pop metal definisce quello stile musicale sorto nei primi anni ottanta e che si propone in definitiva come la variante più melodica dell'heavy metal classico, nella quale vennero riproposte le innovazioni musicali tipiche dell'arena rock degli anni settanta[3] (cori trascinanti, melodie semplici, produzioni di qualità, power ballad, ecc.[7]). Concettualmente, il Pop metal è "heavy metal + pop", pertanto è una definizione abbastanza generica che racchiude gli stili di heavy metal spiccatamente allegri e trascinanti o meno derivanti dall'heavy metal classico e ad esso legati, a prescindere dal fatto che un gruppo appartenesse alla scena glam metal o meno. Alcuni gruppi erano vicini al cosiddetto AOR, un suono melodico, raffinato, pulito, ben prodotto, più radiofonico, e spesso contaminato dai sintetizzatori, mentre altri ad un suono opposto, più grezzo, semplice, superficiale, e più propriamente glam, altri ancora potevano porsi a metà strada o al di fuori da questi due estremi opposti. Si può dire che in buona parte dei casi una pop metal band era definita generalizzando anche come glam metal e viceversa, tuttavia l'appartenenza ad una di queste due categorie non necessariamente la include nell'altra. Il termine pop metal, al contrario di come qualcuno può pensare, iniziò ad essere di uso comune da parte di alcune riviste del settore come il Billboard magazine almeno dal 1985.[8][9] Tuttavia durante gli anni ottanta, i critici, come anche MTV, tendevano più spesso a definire questa musica genericamente come heavy metal.[10]
- Hair metal è meglio definito come un boom, un'ondata relativa al pop metal, ma sorta solo in seguito, verso la seconda metà degli anni ottanta, nel quale vennero adottati dei cliché, delle formule comuni diffuse, tra cui la più rilevante fu l'abbigliamento e le acconciature caratteristiche, che divennero importanti quanto la musica stessa per ottenere alti riscontri di vendita.[3] In questo caso si descrive l'Hair metal non come un vero e proprio stile musicale, ma piuttosto come una tendenza fortemente diffusa, la commercializzazione di massa e la degenerazione del pop metal.[4] Si riconosce unanimemente la nascita dell'ondata o movimento hair metal dal 1986,[3][4] o in genere durante la seconda metà degli anni ottanta,[11] cioè ben dopo la reale nascita di pop metal e glam metal. Altre caratteristiche dell'ondata hair metal furono le produzioni di maggiore qualità, le power ballad, spesso imposte dalle stesse etichette discografiche per garantire alti riscontri di vendita. Sebbene le power ballad fossero già presenti nel primo periodo, alla fine del decennio iniziarono a diventare maggiormente rilevanti, ed infatti la maggior parte dei gruppi iniziò a fare molto affidamento sulle cosiddette "metal ballad",[12] includendone spesso anche più di una negli album. Si può notare anche come i gruppi pop metal dei primi anni ottanta non presentassero particolari richiami al pop, tranne il disco Pyromania dei Def Leppard (il primo album di heavy metal melodico in questo senso), mentre le sonorità, durante l'epoca hair metal, quindi durante la seconda metà del decennio, cominciarono a venire ulteriormente alleggerite[3] e gli stessi esponenti del primo pop metal si adattarono a questa formula. A segnare l'esplosione dell'ondata hair metal furono i Bon Jovi nel 1986 con Slippery When Wet[3] e gli Europe con The Final Countdown, mentre a ribadirne la diffusione fu l'album Hysteria dei Def Leppard del 1987, che fissò dei nuovi standard, dove presero piede produzioni più morbide ed un conseguente incremento delle vendite.[3] I massimi esponenti di questo genere sono i Poison. Bisogna inoltre sottolineare che questo termine comincia ad essere diffuso da parte delle riviste specializzate solo nella prima metà degli anni novanta,[13] appena in seguito al suo declino.
- Glam metal può essere considerato come un'ulteriore categoria relativa all'heavy metal, non propriamente sinonimo di pop metal, con la peculiarità di presentare un'immagine caratteristica, evidentemente ispirata al fenomeno principalmente britannico dei primi anni settanta chiamato glam rock, ed un'attitudine ben definita. Il glam metal è anch'esso un termine abbastanza generico che racchiude quella parte delle band heavy metal che si presentano con un look glam e che a livello di suono si dimostravano vicine all'heavy metal classico e/o al pop metal. In questo caso, il glam metal si può descrivere attitudinalmente come un'esaltazione degli eccessi dell'epoca Yuppie, dove venivano promossi l'edonismo, il divertimento sfrenato, il sesso, i party, il consumo di droga e qualsiasi altro tipo di sregolatezza. Secondo questa rappresentazione, il glam metal racchiuderebbe solo una cerchia ristretta delle comuni band hair/pop metal, tra cui le maggiormente rappresentative sono senza dubbio i Mötley Crüe e i Tigertailz.[14][15] A questo proposito, all'interno del libro Heavy metal: i Classici di Luca Signorelli, si descrive così il glam metal:

(Luca Signorelli, dal libro "Heavy metal: i Classici".)
Signorelli ha poi citato, all'interno dell'enciclopedia, altre band solitamente incluse nella scena hair metal, come Dokken, Def Leppard o Guns N' Roses senza però definirle glam, al contrario dei gruppi precedentemente citati, lasciando intendere come il glam metal vero e proprio risultasse qualcosa di più ristretto che non includesse quindi tutti i gruppi etichettati come hair/pop metal. Effettivamente non tutte le hair/pop metal band sfoggiavano un look prettamente "glamour" e pertanto non sempre sarebbero definite o definibili glam, sebbene gran parte della critica si sia espressa nel definire queste categorie come un unico calderone. Molte band della corrente hair/pop metal, come ad esempio Def Leppard, Shy, White Lion, Skid Row, o addirittura Twisted Sister, hanno più volte rifiutato l'etichetta "glam" o di far parte della scena glam. Bisogna però far presente che le opinioni personali dei gruppi riguardo alla loro esclusione o inclusione in determinate etichette musicali non possono influenzare o sostituire la valutazione neutra, obiettiva e professionale degli esperti del settore. Il termine glam metal, come il pop metal, era già largamente utilizzato negli anni ottanta.
- Sleaze metal è un ulteriore sottocategoria che solo in rari casi viene definita impropriamente come un sinonimo delle tre categorie soprastanti. Lo Sleaze metal è una stretta variante del glam metal (e quindi incluso di conseguenza anche nel hair e pop metal) sviluppatasi come una sua diramazione verso la seconda metà degli anni ottanta (1987, quindi cronologicamente dopo l'effettiva nascita di pop, glam e hair metal). Lo sleaze metal è caratterizzato da un suono più sporco e grezzo, ed un'immagine meno androgina ed ambigua rispetto al glam metal tradizionale. I gruppi che lanciarono questa variante tra il 1987 e il 1988 furono Guns N' Roses, Faster Pussycat e L.A. Guns,[21] seguiti da una schiera di imitatori che istituirono una nuova scuola di glam e pop metal tra la fine degli anni ottanta e primi novanta.

Le prime tre categorie, ammesso che vengano dissociate, sono comunque strettamente correlate, e tendono ad essere considerate un unico movimento o calderone, sebbene i loro significati possano essere diversificati. Al contrario, lo sleaze metal è una sottocategoria maggiormente definita per le sue peculiarità unanimemente riconosciute.

## Storia

### Nascita e successo commerciale
L'hair metal nacque come termine derisivo applicato alle band particolarmente influenzate dal pop metal sorte verso la seconda metà degli anni ottanta.
Queste band enfatizzarono la formula dei gruppi arena rock degli anni settanta (cori trascinanti, ritmi semplici, iper-produzioni di qualità, power ballad, ecc.), ma a differenza di questi, adottarono un look più distintivo e caratteristico, questo per via della costante esposizione tramite i media, ed in particolare sul canale musicale MTV, emittente che prese piede proprio negli anni ottanta. Vestendo indumenti appariscenti e sgargianti, trucchi e fondotinta e capelli spesso cotonati, l'aspetto di questi gruppi poteva rivelarsi più particolare e rilevante della musica stessa, benché, a partire dai primi anni novanta il movimento cominciò a venire ignorato e dimenticato.
La scena hair metal era concentrata principalmente attorno all'area di Los Angeles, considerata la capitale del genere, o generalmente in California, ed era portata avanti da gruppi come Van Halen, Ratt, Great White, Mötley Crüe, W.A.S.P. e molti altri. Sono però associate alla scena anche band esterne alla località di Los Angeles, o alla California in genere: ad esempio, i Kiss provenivano da New York, i Bon Jovi dal New Jersey, Alice Cooper da Detroit, Michigan, gli Aerosmith e gli Extreme da Boston, Massachusetts, tra i tanti. La maggior parte delle band della scena decise però di ricollocarsi a Los Angeles, dove avrebbero ottenuto più facilmente un contratto discografico e il successo. Molte altre provenivano dal vicino Canada, ad esempio Helix, Kick Axe e Brighton Rock.
Vi erano anche importanti band europee come i britannici Def Leppard e Whitesnake, gli svedesi Europe, i norvegesi TNT e Stage Dolls, i danesi Pretty Maids, i finlandesi Hanoi Rocks, i tedeschi Scorpions, Bonfire e Axel Rudi Pell, gli svizzeri Krokus e i nederlandesi Sleeze Beez. Più a oriente salirono alla ribalta gli australiani Heaven, i giapponesi Ezo e i russi Gorky Park.
Dopo che i Nirvana portarono il grunge e l'alternative rock ai primi posti delle classifiche nel 1991, le band hair metal cominciarono a declinare, perdendo tutto il loro supporto da parte delle grandi etichette e dei fan. Alcuni di questi gruppi tentarono di adattarsi al nuovo sound in voga, mentre altri rimasero ancorati alle loro radici senza ottenere alcun successo. Comunque diverse band sopravvissero nei metà anni novanta, adottando sonorità più dure, ma mantenendo comunque i richiami al pop e alla melodia.

### Il declino
Gli anni novanta rappresentarono la decadenza dell'hair/pop metal, dopo un intero decennio di successi. Proprio con l'avvento del grunge, che da lì a poco sarebbe divenuto il genere di maggior successo, molte band hair metal si accorsero che le loro etichette discografiche non offrivano più loro supporto. Molte major anzi cominciarono ad interessarsi alle band grunge, sciogliendo i contratti proprio con la maggior parte dei gruppi hair metal (esempio eclatante proprio quello della Geffen nei confronti dei Nirvana). Un articolo sul Q Magazine una volta scrisse ai suoi lettori che "il successo più grande di Kurt Cobain fu quello di aver distrutto l'hair metal".
Molte band grunge o alternative rock, che avevano fatto strada professando atteggiamenti anticonformisti, firmarono contratti con le più grandi case discografiche, mentre al contrario molte band hair metal, ormai considerate "fuori moda" e snobbate da fans critici e major discografiche, si ritrovarono costrette a firmare con piccole etichette indipendenti. Il fenomeno grunge infatti provocò lo scioglimento ed il declino di molte band della corrente. Altri gruppi, come Poison, Mötley Crüe, L.A. Guns o Warrant, paradossalmente decisero di introdurre proprio sonorità affini al grunge e all'alternative rock per non sprofondare ed evitare di venire scaricati dalle loro etichette, anche per poter mantenere alto il numero di copie vendute, ma risultando spesso un buco nell'acqua.
Si può riconoscere come le due correnti portassero avanti filosofie completamente opposte. L'hair metal trattava di bella vita, party, macchine veloci, amore, donne, sesso, divertimento, gioia di vivere, mentre il grunge sosteneva temi come depressione, solitudine, sofferenza, rabbia, frustrazione di vivere, tristezza, ribellione. L'hair metal, presentava caratteristiche tipiche dell'heavy metal come la tecnica strumentale notevolmente sviluppata, i frequenti virtuosismi, assoli di batteria, voci alte e acute ecc., al contrario il grunge musicalmente si basava su riff semplici e scarsa tecnica strumentale, nonché sonorità raramente melodiche, ma anzi più caotiche, moderne e distanti dalle radici del rock & roll.
Un altro caso di rivalità tra le due correnti fu l'incontro tra Axl Rose dei Guns N' Roses e Kurt Cobain. Infatti, durante gli MTV Video Music Awards del 1992, i due vennero alle mani. Axl Rose era un grande fan dei Nirvana e chiese a Cobain di aprire, con la sua band, i concerti dei Guns N' Roses in un tour congiunto; Kurt per tutta risposta schernì Axl con la stampa. Dopo aver declinato l'offerta, Cobain iniziò a parlare male dei Guns N' Roses e di Rose a diversi media, sostenendo che erano "patetici e senza talento" (ironicamente, entrambe le band erano sotto contratto con la Geffen). Rose in risposta sfidò Cobain ad una lotta durante gli stessi MTV Video Music Awards del 1992 dopo che la moglie di Cobain Courtney Love, aveva chiesto scherzosamente a Rose se volesse essere il padrino della loro figlia Frances Bean.
Diversi gruppi hair metal attribuirono a Kurt Cobain la colpa del declino del loro genere; ad esempio i Tuff pubblicarono nel 2001 il disco The History of Tuff, in cui nel brano d'apertura American Hair Band condannarono Cobain ed il grunge, elogiando gli anni ottanta e le hair metal band.

#### La crisi delle band
Le vendite del genere calarono notevolmente e tutto ciò provocò una crisi all'interno della scena. Ad esempio Vince Neil fu cacciato dai Mötley Crüe, mentre C.C. DeVille lasciò i Poison. Il risultato di questa crisi fece in modo che molte band sparirono dalla luce dei riflettori come i Ratt, Lita Ford, Twisted Sister, Winger, Cinderella e molti altri.
Molte band invece si sciolsero definitivamente perché non più supportate e scaricate dalle loro etichette come Ratt, Vain, Faster Pussycat, Vixen, Pretty Boy Floyd, Bad English, Black 'N Blue, Britny Fox, Giant, Hurricane, Lizzy Borden, London, White Lion, Stryper, Nitro e tante altre. Alcune invece adottarono nuove sonorità più melodiche come i Bon Jovi o gli Aerosmith. Altre ancora decisero di trovare una nuova formula per non sprofondare ed evitare di venire scaricati dalle etichette, anche per poter mantenere alto il numero di copie vendute, ma risultando spesso un buco nell'acqua; queste si adattarono alle tendenze del grunge e alternative rock o comunque a sonorità più moderne, come Danger Danger, Warrant, Vixen, Kiss, Poison, Def Leppard, Mötley Crüe, L.A. Guns, BulletBoys, Lita Ford, D-A-D e molti altri.
I Warrant pubblicarono Ultraphobic (1995) e i Poison Native Tongue (1993) ed entrambi non riuscirono a vendere quanto gli album precedenti. I Mötley Crüe (dopo aver licenziato il cantante Vince Neil e assumendo John Corabi) diedero alla luce l'album omonimo Mötley Crüe (1994). Il disco è lontano anni luce dal sound glam metal degli anni ottanta e creò un forte malcontento tra i sostenitori storici del gruppo. I W.A.S.P., dopo il successo di The Crimson Idol (1992), tentarono di modernizzarsi con Kill Fuck Die (1997), un album aggressivo come agli esordi ma con l'aggiunta di marcati elementi di musica elettronica. Il lavoro venne bocciato dai fan, costringendo il gruppo di Blackie Lawless a cambiare ancora stile. Gli Extreme pubblicano Waiting for the Punchline (1995), disco orientato sulle sonorità grunge che provocherà il declino del quintetto.
I Faster Pussycat declinarono con l'uscita dell'album Whipped! che provocò lo scioglimento del gruppo. Gli Skid Row sfornarono un album più sperimentale, anche se molto criticato, ovvero Subhuman Race (1995), seguito dall'abbandono di Sebastian Bach dal gruppo, abbandono che amareggiò molti fan del quintetto. I Cinderella pubblicarono Still Climbing (1994), un album che passò quasi inosservato. I White Lion pubblicarono Mane Attraction (1991), che causò lo scioglimento del gruppo. Il cantante Mike Tramp darà vita ai Freak of Nature, dalle sonorità più oscure e distanti dal Hair Metal rispetto ai White Lion. Alcuni gruppi come gli Enuff Z'nuff e i Tyketto continuarono a registrare album senza cambiare genere e generalmente non riuscirono a raggiungere buoni successi di vendita. Invece i Bon Jovi si allontanarono parzialmente dal pop/hair metal, sfornando album dal rock molto melodico e più maturo come Keep the Faith (1992) e These Days (1995) che comunque ottennero un buon successo commerciale permettendo al gruppo di rimanere in vita.
Anche i gruppi precursori del genere, come i Kiss, fecero un passo falso. La band di Paul Stanley pubblicò Carnival of Souls: The Final Sessions (1997), definito dalla critica come uno dei peggiori album della formazione, con sonorità vicine al grunge e alla musica elettronica. Gli Scorpions dopo album considerati hair metal come Love at First Sting, Savage Amusement e Crazy World pubblicarono nel 1993 Face the Heat, album molto più duro e meno commerciale rispetto ai precedenti.
Un discorso a parte meritano i Guns N' Roses: anche loro vennero criticati da molti loro fan con gli album Use Your Illusion I (1991) e Use Your Illusion II (1991), comunque vicino all'hair e allo sleaze del primo album, ma le loro vendite furono comunque molto alte (raggiunsero negli Stati Uniti 25 milioni di copie vendute ciascuno). Tra il 1993 e il 1996, nonostante il loro successo fosse stato scalfito solo minimamente dalla crisi che aveva colpito le altre band del genere, tensioni e rancori di natura personale tra il frontman Axl Rose e gli altri membri originali portarono questi ultimi ad abbandonare il gruppo, causandone così la caduta.
Il declino fu quindi causa di nuove tendenze musicali emergenti, che cominciarono a prendere piede negli anni novanta rimpiazzando la corrente hard rock/heavy metal che aveva caratterizzato tutti gli anni ottanta.

## Il "Revival"
Verso la seconda metà degli anni novanta tornò in parte l'interesse per questo genere e diverse band della prima e seconda ondata si riunirono o pubblicarono nuovo materiale; vi fu poi un'altra ondata di nuovi gruppi dal sound più moderno.

### La ripresa delle band
I Mötley Crüe videro il ritorno di Vince Neil e pubblicarono Generation Swine (1997), seguito da una tour di successo negli Stati Uniti. Anche i Poison si riunirono con C.C. DeVille, ed anche per loro seguì un tour di successo nel 1999. Inoltre nel 2000, i concerti di band come Poison, Cinderella, Slaughter e Dokken ebbero un notevole successo. Sempre nel 2000, si riformarono altre band, sciolte in precedenza, come L.A. Guns, Ratt, W.A.S.P. che intrapresero un tour assieme. Motley Crue e Poison nel frattempo continuavano a pubblicare nuovi album che progressivamente si riavvicinarono al loro sound originale. Si riunirono i Lord Tracy e pubblicarono materiale inedito, mentre gli Hardline nel 2002 pubblicarono Hardline II, 10 anni dopo l'uscita del primo album. Anche la compilation Monster Ballads vendette bene. Gli Europe nel 1999 si riunirono alla vigilia del capodanno 2000 per una performance a Stoccolma e nel 2004 pubblicarono Start from the Dark che ne sancisce il ritorno.
Gli Skid Row dopo anni di silenzio, si riunirono nel 1999 con il nuovo cantante Johnny Solinger e il nuovo batterista Phil Varone pubblicando l'album Thickskin (2003). I Guns N' Roses annunciarono il loro ritorno con Chinese Democracy, un album pubblicato poi soltanto nel 2008, ma la band partecipò a festival e concerti. Anche i Twisted Sister si riformarono nel 2003, pubblicando Still Hungry (2004) e A Twisted Christmas (2006). I Britny Fox si riformano nel 2000 e pubblicano Springhead Motorshark nel 2003 assieme a due live album e tre raccolte.

### Le nuove band
Sul finire degli anni novanta, dopo che la diffusione del grunge raggiunse il suo punto di saturazione, iniziarono ad affacciarsi nuovi gruppi che presentavano una musica molto accostabile all'hair metal.
Tuttavia, sarebbe impreciso parlare di un ritorno vero e proprio del genere, poiché le band di questa nuova ondata presentavano solitamente un sound più duro e moderno, che aveva poco a che fare col genere originale se non per qualche accenno.
In questi anni si affacciano gruppi come i britannici The Darkness che ottennero un buon successo commerciale, gli Hardcore Superstar, Hellacopters, Murderdolls, Gemini Five, Vains of Jenna, Gluecifer, Turbonegro, The 69 Eyes, Kid Ego, Buckcherry, Wig Wam, Crashdïet, Reckless Love, Santa cruz, Private Line e Steel Panther. Molti si ispirano allo stile e all'immagine di gruppi come Mötley Crüe e Guns N' Roses ma presentano, allo stesso tempo, sonorità moderne e attitudini punk di scuola Sex Pistols e Damned, rifacendosi più allo sleaze metal moderno, che al classico hair metal.
I Turbonegro, invece, si rifanno ai canoni stilistici dello shock rock di Alice Cooper, con le loro performance dal vivo dal sapore truculento e orrorifico. I The 69 Eyes si distinguono dagli altri per il marcato elemento gothic metal che caratterizza la loro musica.